# Pierre Viallet
Pour les articles homonymes, voir Viallet.
Pierre Viallet (6 mai 1918, Paris 17e arrondissement - 15 avril 2013, La Celle-Saint-Cloud) est un réalisateur et producteur de télévision ainsi qu'un écrivain. Membre de la Société des auteurs et compositeurs dramatiques en 1942, il publie son dernier roman en 2012.

## Biographie
Réalisateur de télévision, il préconise: « Jamais plus de trois personnes en scène à la fois, un maximum de gros plans et des scènes qui permettent de rester le plus longtemps possible sur une même caméra ». L'image télévisuelle par excellence « serait le plan d'un personnage très proche et parlant à voix basse à un consommateur de télévision perdu dans le silence bien bordé de son lit ». Il ajoute également que « Le rôle de la télévision consiste à faire partie de la vie du téléspectateur. Il faut s'introduire dans son appartement, le charmer, l'entourer, le soigner, le mijoter à feu doux et bientôt, si l'on est assez malin, habiter chez lui. » Plus précisément, « l'homme de la télévision est un parasite, un pique-assiette, un ménestrel, un pensionné de petits-bourgeois devenus mécènes, un fou pour roi du coton mercerisé, une cinquième roue indispensable, un membre de la famille qu'il faut nourrir, un orphelin recueilli et un enfant choyé. C'est pourquoi le téléspectateur a déjà le sentiment que le spectacle télévisé est apprêté chez lui et pour lui. Il convient donc de se mouler étroitement à ses préoccupations familiales et intellectuelles. Lui montrer l'évènement en gros plan, afin qu'il puisse y toucher: la façon de vider un merlan et de le rouler dans la farine, la jambe cassée d'un ministre, une pluie modérée sur une localité auvergnate près de laquelle on a précisément de la famille ». 
À l'occasion de l'adaptation de Pygmalion (1953) de George Bernard Shaw, Marcel L'Herbier dira qu'« il jongle tout le temps avec les notions irréductibles et sans doute ennemies du théâtre et du cinéma ».
Selon son souhait, ses cendres ont été répandues au large de île de Ré, dans laquelle il possédait une maison dans le village de Les Portes-en-Ré depuis les années 1950. 

## Filmographie

### Pour la télévision
- Pygmalion (1953) de George Bernard Shaw avec Cécile Aubry
- L'Invitation au château de Jean Anouilh avec Brigitte Bardot
- Les Cinq Tentations de La Fontaine de Jean Giraudoux, scénario de Pierre Viallet, premier rôle de Marie-José Nat
- L'École des femmes de Molière avec Aimé Clariond
- Le Jeu des Chagrins (1959) de Guillaume Hannoteau avec Georges Wilson
- Don Carlos de Friedrich von Schiller
- La Maison du chat-qui-pelote d'Honoré de Balzac - Scénario de Pierre Viallet
- Nativité, Scénario de Pierre Viallet, avec Anouk Aimée
- Une Femme est un Diable de Prosper Mérimée
- Am Stram Gram d'André Roussin
- Les faux nez (1952) de Jean-Paul Sartre - Scénario de Pierre Viallet
- La Dame de Pont-Sainte-Maxence de Charles Exbrayat
- La huitième femme de Barbe bleue d'Alfred Savoir
- Les Vignes du Seigneur de Robert de Flers et Gaston Arman de Caillavet avec Robert Hirsch
- Modigliani avec Blaise Cendrars, Scénario de Pierre Viallet et Jean-Marie Drot
- Les Indiens (1965) série de 26 films de fiction
- La Nuit tourne mal (1971)
- La Lumière Noire (1972) de Claude-André Puget avec Marie-José Nat et Marie Versini
- Les Mal Aimés de François Mauriac (1972)
- La Regrettable absence de Terry Monagham (1973) de Christian Watton, avec Marcel Dalio
- Ne croyez jamais rien, produit par Frédéric Rossif
- Jacqueline Pascal, avec Marie Versini
- La Nuit tourne mal (1971), film policier avec Michel Subor.
- La Foire (1977), tiré de son roman, 3 films de 90 min avec Curd Jürgens, Marie Versini, Paul Guers,  André Falcon, Laurent Malet, Juliette Faber, Philippe Rouleau
- Les pieds poussent en novembre (1978), tiré de son roman, avec Mimsy Farmer, Philippe Rouleau et Marie Versini
- Mon Petit Âne, ma Mère (1982) avec Colette Renard.

### Pour le cinéma et le théâtre
Sur la musique (scénario et mise en scène)
- À la Rencontre de Bach, Beethoven, Berlioz, Brahms, Chopin, Haydn, Haendel, Liszt, Mozart, Ravel, Vivaldi et Schumann[1] pour Pathé Cinéma (sept films seront primés par le cinéma français, quatre prix à l'étranger dont un prix au Festival de Venise pour Schumann)
- Hommage à Robert Schumann, tourné en 2010, pour le 200e anniversaire de sa naissance, avec Marie Versini.

Sur la danse
- L'Invitation à la Danse, mise en scène avec Robert Favre Le Bret et Dany Robin (douze heures de ballets avec les plus grandes étoiles de la danse : Serge Lifar, Maïa Plissetskaïa, George Skibine, Marjorie Tallchief, Claire Motte, Claude Bessy, Attilio Labisse)

Sur la littérature
- Portrait de Balzac avec Georges Simenon
- Portrait de Stendhal avec Françoise Sagan
- Le Fond et la Forme, magazine littéraire mensuel pendant 2 ans (1971-1972)

Sur le théâtre
- L'œil en coulisse, magazine mensuel pendant 3 ans.

Sur le cinéma
- Les Rois de la Nuit avec la présence des metteurs en scène dont Marcel Carné, Jean Renoir, Julien Duvivier, René Clément, Jean Cocteau, Orson Welles

### Autres émissions de télévision
- Télévision, imprimerie de la vie (collection Signes de vie) avec Marcel L'Herbier (1959)
- Discorama  (Années soixante)
- Samedi pour vous/ rubrique Portrait Souvenir (1960)
- Italiques (1974)

## Productions
- 1956 : Henri Becquerel, documentaire dans la série des « Bâtisseurs du monde », produit avec André Labarthe
- 1963 : Langevin, documentaire dans la série des « Bâtisseurs du monde », produit avec André Labarthe
- 1964 : Curie, documentaire dans la série des « Bâtisseurs du monde », produit avec André Labarthe
- 1965 : Le bonheur conjugal

## Sources
- Les Cahiers du cinéma, n°3 juin 1951, Télévision, « portrait d'une machine »
- Gille Delavaud, L'art de la télévision: histoire et esthétique de le dramatique télévisée, 2005, De Boeck Université
- Jean-Jacques Ledos, L'âge d'or de la télévision, 2007, L'Harmattan